# Нашан
Наша́н (фр. Nachamps) — коммуна во Франции, находится в регионе Пуату — Шаранта. Департамент коммуны — Шаранта Приморская. Входит в состав кантона Тонне-Бутон. Округ коммуны — Сен-Жан-д’Анжели.
Код INSEE коммуны — 17254.

## Население
Население коммуны на 2010 год составляло 206 человек.
| 1962 | 1968 | 1975 | 1982 | 1990 | 1999 | 2010 |
| ---- | ---- | ---- | ---- | ---- | ---- | ---- |
| 189  | 180  | 172  | 201  | 190  | 211  | 206  |